# گمینا وووتسواوک
گمینا وووتسواوک (به لهستانی:  Gmina Włocławek) یک گمینا در لهستان است که در شهرستان ووتس‌واوک واقع شده‌است. گمینا وووتسواوک ۲۱۹٫۹۲ کیلومتر مربع مساحت و ۶٬۳۲۲ نفر جمعیت دارد.